# Брсечине
42°44′ пн. ш. 17°57′ сх. д. / 42.73° пн. ш. 17.95° сх. д.
Брсечине (хорв. Brsečine) — населений пункт у Хорватії, у Дубровницько-Неретванській жупанії у складі міста Дубровник.

## Населення
Населення за даними перепису 2011 року становило 96 осіб.
Динаміка чисельності населення поселення: